# Seznam členů první Grónské zemské rady
První grónská zemská rada se sešla na šesti zasedáních:
| Severní inspektorát Grónska      | Jižní inspektorát Grónska       |
| -------------------------------- | ------------------------------- |
| 14. srpen – 17. srpna 1911       | 7. srpna – 12. srpna 1911       |
| 25. července – 2. srpna 1912     | 8. července – 13. července 1912 |
| 27. července – 31. července 1913 | 30. srpna – 2. září 1913        |
| 28. srpna – 29. srpna 1914       | 10. srpna – 17. srpna 1914      |
| 26. července – 31. července 1915 | 10. srpna – 19. srpna 1915      |
| 27. července – 1. srpna 1916     | 2. srpna – 10. srpna 1916       |

## Členové
| Severní inspektorát Grónska | Severní inspektorát Grónska | Severní inspektorát Grónska | Severní inspektorát Grónska | Severní inspektorát Grónska | Severní inspektorát Grónska | Severní inspektorát Grónska | Severní inspektorát Grónska | Severní inspektorát Grónska | Severní inspektorát Grónska | Severní inspektorát Grónska                       |
| Volební obvod               | Jméno člena                 | Rok narození                | Povolání                    | 1911                        | 1912                        | 1913                        | 1914                        | 1915                        | 1916                        | Poznámka                                          |
| --------------------------- | --------------------------- | --------------------------- | --------------------------- | --------------------------- | --------------------------- | --------------------------- | --------------------------- | --------------------------- | --------------------------- | ------------------------------------------------- |
| 1                           | Abel Frederiksen            | 1881                        | Lovec                       |                             | •                           | •                           | •                           | •                           | •                           |                                                   |
| 1                           | Jakob Rasmussen             | 1871                        | Lovec                       | •                           |                             |                             |                             |                             |                             |                                                   |
| 2                           | Abia Stork                  | 1869                        | Lovec                       | •                           | •                           | •                           | •                           | •                           | •                           |                                                   |
| 2                           | ―                           | ―                           | ―                           | ―                           | ―                           | ―                           | ―                           | ―                           | ―                           | Volby 1911 neplatné; doplňovací volby se nekonaly |
| 3                           | Wille Brandt                | 1865                        | Lovec                       | •                           | •                           | •                           | •                           |                             | •                           |                                                   |
| 3                           | Abia Brandt                 | 1886                        | Lovec                       |                             |                             |                             |                             | •                           |                             |                                                   |
| 4                           | Peter Zeeb                  | 1874                        | Lovec a Katecheta           |                             | •                           | •                           | •                           | •                           | †                           | Zemřel v roce 1915                                |
| 4                           | Isak Banke                  | 1863                        | Lovec                       |                             |                             |                             |                             |                             | •                           |                                                   |
| 5                           | Isak Jeremiassen            | 1863                        | Lovec                       | •                           | •                           | •                           | •                           | •                           | •                           |                                                   |
| 5                           | Aron Kristiansen            | ?                           | Lovec                       |                             |                             |                             |                             |                             |                             |                                                   |
| 6                           | Johan Lange                 | 1886                        | Lovec                       | •                           | •                           | •                           | •                           | •                           |                             |                                                   |
| 6                           | Adam Hendriksen             | 1886                        | Lovec                       |                             |                             |                             |                             |                             | •                           |                                                   |
| 7                           | Gudmand Stork               | 1875                        | Lovec                       |                             | •                           | •                           | •                           | •                           | •                           |                                                   |
| 7                           | Peter Danielsen             | ?                           | Lovec                       |                             |                             |                             |                             |                             |                             |                                                   |
| 8                           | Albrecht Josefsen           | 1857                        | Lovec                       | •                           | •                           | •                           | •                           | •                           | •                           |                                                   |
| 8                           | ―                           | ―                           | ―                           | ―                           | ―                           | ―                           | ―                           | ―                           | ―                           | Volby 1911 neplatné; doplňovací volby se nekonaly |
| 9                           | Johan Henningsen            | 1876                        | Lovec                       | •                           | •                           | •                           | •                           | •                           | •                           |                                                   |
| 9                           | Johan Hammond               | ?                           | ?                           |                             |                             |                             |                             |                             |                             |                                                   |
| 10                          | Thomas Løvstrøm             | 1876                        | Lovec                       | (•)                         | ―                           | ―                           | ―                           | ―                           | ―                           | Volby 1911 neplatné; doplňovací volby se nekonaly |
| 10                          | Isak Zeeb                   | 1863                        | Lovec                       |                             |                             | •                           | •                           | •                           |                             | Nástupce za Thomase Løvstrøma                     |
| 11                          | Ole Mørch                   | 1867                        | Lovec a Katecheta           | •                           | •                           | •                           |                             | •                           | •                           |                                                   |
| 11                          | Sigvard Christiansen        | 1866                        | Lovec                       |                             |                             |                             |                             |                             |                             |                                                   |
| 12                          | Jan Svendsen                | 1861                        | Lovec a Katecheta           | •                           | •                           | •                           |                             | •                           | •                           |                                                   |
| 12                          | Josias Løvstrøm             | ?                           | Lovec                       |                             |                             |                             |                             |                             |                             |                                                   |
| Jižní inspektorát Grónska   |                             |                             |                             |                             |                             |                             |                             |                             |                             |                                                   |
| Volební obvod               | Jméno člena                 | Rok narození                | Povolání                    | 1911                        | 1912                        | 1913                        | 1914                        | 1915                        | 1916                        | Poznámka                                          |
| 1                           | Josva Kleist                | 1879                        | Starší katecheta            | •                           | •                           |                             | •                           |                             | •                           |                                                   |
| 1                           | Abraham Isaksen             | ?                           | ?                           |                             |                             |                             |                             |                             |                             |                                                   |
| 2                           | Jens Hansen                 | 1872                        | Lovec                       | •                           | •                           | •                           | •                           |                             | •                           |                                                   |
| 2                           | Johannes Mathiesen          | 1881                        | Lovec                       |                             |                             |                             |                             | •                           |                             |                                                   |
| 3                           | Gerhardt Hansen             | 1865                        | Lovec                       | •                           | •                           | •                           | •                           | •                           | •                           |                                                   |
| 3                           | Pavia Lynge                 | ?                           | Starší katecheta            | ―                           |                             |                             |                             |                             |                             | Volby 1911 neplatné; doplňovací volby se nekonaly |
| 4                           | Johannes Josephsen          | 1868                        | Lovec                       | •                           | •                           | •                           | •                           | •                           | •                           |                                                   |
| 4                           | Hans Jacobsen               | ?                           | Lovec                       | ―                           |                             |                             |                             |                             |                             | Volby 1911 neplatné; doplňovací volby se nekonaly |
| 5                           | Otto Egede                  | 1889                        | Lovec                       | (•)                         | •                           | •                           | •                           | •                           | •                           | Volby 1911 neplatné; doplňovací volby se nekonaly |
| 5                           | Jokum Motzfeldt             | 1883                        | Lovec                       | ―                           |                             |                             |                             |                             |                             | Volby 1911 neplatné; doplňovací volby se nekonaly |
| 6                           | Jakob Hegelund              | 1871                        | Lovec                       | •                           | •                           | •                           | •                           | •                           | •                           |                                                   |
| 6                           | Pavia Petersen              | 1876                        | Lovec                       |                             |                             |                             |                             |                             |                             |                                                   |
| 7                           | Hans Motzfeldt              | 1881                        | Starší katecheta            | •                           | •                           |                             | •                           | •                           | •                           |                                                   |
| 7                           | Iver Mathæussen             | 1869                        | Lovec                       |                             |                             |                             |                             |                             |                             |                                                   |
| 8                           | John Møller                 | 1867                        | Fotograf                    | •                           | •                           | •                           | •                           | •                           | •                           |                                                   |
| 8                           | Abel Egede                  | 1880                        | Lovec                       |                             |                             |                             |                             |                             |                             |                                                   |
| 9                           | Nathan Lyberth              | 1864                        | Lovec                       | •                           | •                           | •                           |                             | •                           | •                           |                                                   |
| 9                           | Albrecht Platou             | 1878                        | Lovec                       |                             |                             |                             |                             |                             |                             |                                                   |
| 10                          | Peter Rosing                | 1871                        | Lovec                       | •                           | •                           |                             |                             | •                           | •                           |                                                   |
| 10                          | Kristen Kreutzmann          | ?                           | Lovec                       |                             |                             |                             |                             |                             |                             |                                                   |
| 11                          | Karl Sivertsen              | 1877                        | Lovec                       | •                           | •                           |                             |                             | •                           | •                           |                                                   |
| 11                          | Elias Olsen                 | ?                           | Lovec                       | ―                           |                             |                             |                             |                             |                             | Volby 1911 neplatné; doplňovací volby se nekonaly |